# Jan Němec
Jan Němec (Praga, 12 luglio 1936 – Praga, 18 marzo 2016) è stato un regista e sceneggiatore ceco.

## Carriera
Alla fine degli anni 1950 Jan Němec frequentò la facoltà di cinema e televisione dell'Accademia di arte delle Muse di Praga (FAMU). Qui stava nascendo un movimento cinematografico di rottura con il passato propagandistico del cinema nazionale, in seguito noto come Nová vlna (lett. "Nuova onda", in analogia alla Nouvelle Vague francese) e del quale Němec fu uno dei principali esponenti. Come progetto di laurea, adattò un racconto autobiografico di Arnošt Lustig, uno scrittore ceco superstite dell'Olocausto, e il cui soggetto fu riutilizzato nel primo film di Nemec, I diamanti della notte (Démanty noci) del 1964. Due anni più tardi uscì la sua opera più nota, La festa e gli invitati (O slavnosti a hostech). Il film subì una dura censura in Cecoslovacchia per una ventina di anni (a eccezione del periodo della Primavera di Praga, quando fu distribuito brevemente nelle sale) in quanto prendeva di mira i regimi socialisti e nel cast figuravano alcuni intellettuali dissidenti dell'epoca, come ad esempio Josef Škvorecký.
Němec fu costretto a lasciare il Paese nel 1974 e ricevette pesanti minacce che gli impedirono di rientrare in patria fino alla caduta del regime comunista nel 1989. Negli anni successivi ha diretto diversi film, tra i quali Jmeno kodu: Rubin nel 1997 e Nocní hovory s matkou nel 2001.

## Filmografia
- I diamanti della notte (Démanty noci) (1964)
- Perlicky na dne (1965)
- La festa e gli invitati (O slavnosti a hostech) (1966)
- Mucedníci lásky (1967)
- Mutter und Sohn (1967)
- Oratorio for Prague (1968)
- Návrat (1968)
- Strahovské události (1968)
- Das Rückendekolleté (1975)
- Strahovská demonstrace (1990)
- V záru královské lásky (1991)
- Arnost Lustig pohledem Jana Nemce (1993)
- Jmeno kodu: Rubin (1997)
- Nocní hovory s matkou (2001)
- Krajina mého srdce (2004)
- Toyen (2005)
- Holka Ferrari Dino (2009)
- Heart Beat 3D (2010)
- Vlk z Královských Vinohrad (2016)